# Adesmus hemispilus
Adesmus hemispilus är en skalbaggsart som först beskrevs av Ernst Friedrich Germar 1821.  Adesmus hemispilus ingår i släktet Adesmus och familjen långhorningar.
Artens utbredningsområde är Paraguay. Inga underarter finns listade i Catalogue of Life.